# CZ P-09
La CZ P-09 es una pistola semiautomática con armazón de polímero reforzado con fibras de vidrio, fabricada en la República Checa por Česká Zbrojovka Uherský Brod (CZUB). Esta pistola es usada por la Gendarmería Nacional de México, la policía municipal del Distrito Central en Honduras y la policía de Eslovaquia.